# Дедний Дол
Дедний Дол (словен. Dedni Dol) — поселення в общині Іванчна Гориця, Осреднєсловенський регіон, Словенія. Висота над рівнем моря: 378,4 м.